# Friederike Klauner
Friederike Klauner (* 6. Dezember 1916 in Wien, Österreich-Ungarn; † 27. September 1993 ebenda; auch Friderike Klauner) war eine österreichische Kunsthistorikerin. Sie war von 1973 bis 1981 Direktorin des Kunsthistorischen Museums.

## Leben
Friederike Klauner begann 1935 an der Universität Wien Geschichte und Germanistik zu studieren. Zwei Jahre später wechselte sie zu Kunstgeschichte im Hauptfach und behielt Geschichte als Nebenfach. Sie dissertierte 1941 bei Hans Sedlmayr und Camillo Praschniker zum Wohnraum im Wiener Biedermeier.
Klauner arbeitete anschließend bis 1943 als wissenschaftliche Hilfskraft im Staatlichen Kunstgewerbemuseum in Wien. Sie war von 1943 bis 1944 an der Bibliothek des Instituts für Musikwissenschaft der Universität Wien tätig. Ab 1945 wirkte sie im Kunsthistorischen Museum in Wien, anfangs als wissenschaftliche Hilfskraft, ab 1948 als reguläre wissenschaftliche Mitarbeiterin und ab 1954 als Kustos. Mit Ortwin Gamber und Willibrord Neumüller nahm sie von 1963 bis 1965 eine Neuaufstellung der Gemäldegalerie von Stift Kremsmünster vor. Klauner wurde 1967 zur Direktorin der Gemäldegalerie des Kunsthistorischen Museums bestellt. Sie erhielt den Titel Hofrätin.
Im Jahr 1973 wurde Friederike Klauner als erste Frau in dieser Funktion Direktorin des Kunsthistorischen Museums. In ihrer Amtszeit eröffnete sie das Ephesos-Museum sowie Neuaufstellungen der Kaiserlichen Wagenburg Schönbrunn und des Kunstmuseums Schloss Ambras Innsbruck. Im Haupthaus des Kunsthistorischen Museums ließ sie ein Café-Restaurant einrichten. Zudem bemühte sie sich um Sonderführungen für Kinder. Sie ging 1981 in Pension.
Klauner starb 1993 im Alter von 76 Jahren und wurde auf dem Neustifter Friedhof bestattet. Nach ihr wurde 2004 die Friederike-Klauner-Gasse in Wien-Strebersdorf benannt.

## Schriften
- Der Wohnraum im Wiener Biedermeier. Dissertation. Universität Wien, Wien 1941.
- Die Kirche von Stift Melk. Deuticke, Wien 1946.
- Zur Landschaft Jan Brueghels d. Ä. Nationalmusei Årsbok, Uppsala 1952.
- Die Gemäldegalerie des Kunsthistorischen Museums in Wien. Vier Jahrhunderte europäische Malerei. Residenz, Salzburg/Wien 1978, ISBN 3-7017-0203-9.
- Vom Himmel durch die Welt zur Hölle. Inhalt und Sinn von Gemälden. Residenz, Salzburg 1987, ISBN 3-7017-0504-6. (Mit Günther Heinz.)